# 賈瓦市鎮

賈瓦市鎮在格鲁吉亚的位置

賈瓦市鎮（羅馬化：Javis municip’alit’et’i），是格鲁吉亚内卡尔特利大区的市镇，行政中心为賈瓦。市镇面積为1,448平方公里，人口数量约为10,000人。
该市镇作为整体位于未被国际承认独立的南奥塞梯范围内，自1992年起不在格鲁吉亚政府控制下。

## 交通
羅基隧道位于此市镇内，为链接南奥塞梯和俄罗斯的重要交通要道。